# Ніагара (Вісконсин)
Ніагара (англ. Niagara) — місто (англ. city) в США, в окрузі Марінетт штату Вісконсин. Населення — 1602 особи (2020).

## Географія
Ніагара розташована за координатами 45°46′45″ пн. ш. 88°0′11″ зх. д. / 45.77917° пн. ш. 88.00306° зх. д. (45.779154, -88.003176).  За даними Бюро перепису населення США в 2010 році місто мало площу 7,76 км², з яких 7,12 км² — суходіл та 0,64 км² — водойми.

## Демографія
Згідно з переписом 2010 року, у місті мешкали 1624 особи в 695 домогосподарствах у складі 440 родин. Густота населення становила 209 осіб/км².  Було 797 помешкань (103/км²).
Расовий склад населення:
| - 97,7 % — білих - 0,6 % — корінних американців - 0,4 % — азіатів - 0,1 % — чорних або афроамериканців |

До двох чи більше рас належало 0,9 %. Частка іспаномовних становила 1,2 % від усіх жителів.
За віковим діапазоном населення розподілялося таким чином: 24,4 % — особи молодші 18 років, 57,6 % — особи у віці 18—64 років, 18,0 % — особи у віці 65 років та старші. Медіана віку мешканця становила 41,1 року. На 100 осіб жіночої статі у місті припадало 92,2 чоловіків;  на 100 жінок у віці від 18 років та старших — 86,5 чоловіків також старших 18 років.
Середній дохід на одне домашнє господарство  становив 48 068 доларів США (медіана — 36 855), а середній дохід на одну сім'ю — 51 738 доларів (медіана — 46 538). Медіана доходів становила 43 750 доларів для чоловіків та 35 438 доларів для жінок. За межею бідності перебувало 20,3 % осіб, у тому числі 30,5 % дітей у віці до 18 років та 14,0 % осіб у віці 65 років та старших.
Цивільне працевлаштоване населення становило 730 осіб. Основні галузі зайнятості: виробництво — 22,2 %, освіта, охорона здоров'я та соціальна допомога — 15,5 %, роздрібна торгівля — 11,1 %, транспорт — 10,0 %.